# Ординський сільський округ
Орди́нський сільський округ (каз. Орда ауылдық округі, рос. Ординский сельский округ) — адміністративна одиниця у складі Бокейординського району Західноказахстанської області Казахстану. Адміністративний центр — село Хан-Ордаси.
Населення — 2770 осіб (2021; 3393 у 2009, 4071 у 1999, 3178 у 1989).
Станом на 1989 рік існувала Урдинська сільська рада (села Ворошилово, Макар, Сейткалі, Урда, Уштерек). Село Карасай ліквідовано 2020 року.

## Склад
До складу округу входять такі населені пункти:
| Населений пункт  | Старі назви | Населення, осіб (1989) | Населення, осіб (1999) | Населення, осіб (2009) | Населення, осіб (2021) |
| ---------------- | ----------- | ---------------------- | ---------------------- | ---------------------- | ---------------------- |
| Карасай, село    | Макар       | 131                    | 235                    | 201                    | -                      |
| Карасу, село     | Ворошилово  | 441                    | 618                    | 462                    | 254                    |
| Сейткалі, село   | -           | 487                    | 841                    | 479                    | 220                    |
| Уштерек, село    | Каус        | 383                    | 455                    | 284                    | 128                    |
| Хан-Ордаси, село | Урда        | 1736                   | 1922                   | 1967                   | 2168                   |